# Busin (Croazia)
Busin (in croato Bužin, in sloveno Bužini) è un insediamento (naselje) nella municipalità di Buie nella regione statistica del Istria in Croazia.